# Arkanoid: Revenge of Doh
Arkanoid: Revenge of Doh (アルカノイド リベンジ オブ DOH?), chiamato anche Arkanoid 2 sul cabinato e sul manuale dell'operatore, è un videogioco arcade di tipo Breakout, seguito di Arkanoid, sviluppato da Taito nel 1987. Non cambiò la formula vincente del predecessore, aggiungendo solo varie novità, come diversi nuovi power-up.
Venne pubblicato nel 1988 per molti computer dell'epoca e per la console NES, di solito con l'apprezzamento della critica. Nelle edizioni domestiche giapponesi è chiamato anche Arkanoid II, e in quelle nordamericane Arkanoid II: Revenge of Doh o Arkanoid II: The Revenge of Doh. Le edizioni per i computer diffusi in Europa furono prodotte dalla Imagine Software, allora divenuta un'etichetta della Ocean Software.
Il titolo successivo della serie, Arkanoid: Doh It Again, uscì dieci anni dopo, seguito a pochi mesi di distanza da Arkanoid Returns.

## Trama
La navicella Vaus 2, variante della Vaus del primo Arkanoid, affronta nuovamente un mondo surreale controllato da Doh, il boss del gioco precedente, da cui il sottotitolo (lett. "la vendetta di Doh").
All'inizio del gioco appare una didascalia che spiega l'antefatto (traduzione non ufficiale):
Una volta completato il gioco si può leggere il finale della storia:

## Modalità di gioco
Come nel classico Arkanoid, in ogni livello bisogna abbattere un muro di mattoncini colorati facendo rimbalzare una pallina con un'astronave (Vaus 2) che si sposta solo in orizzontale alla base dello schermo. Nella versione arcade si utilizza una manopola girevole analogica per spostarla a velocità variabile. Se si colpisce la pallina con i bordi della Vaus 2, viene respinta con maggiore angolazione. La pallina si muove e rimbalza senza mai fermarsi e senza risentire della gravità, e bisogna evitare che finisca nella porzione di schermo sottostante alla Vaus 2, pena la perdita di una vita.
Anche qui è possibile sfruttare i vari power-up presenti nel gioco, che scendono dall'alto e vanno presi al volo.
Alcuni mattoncini per essere distrutti devono essere colpiti due volte, altri sono indistruttibili; novità rispetto ad Arkanoid sono alcuni mattoncini che si rigenerano poco tempo dopo la distruzione, e altri che si muovono avanti e indietro.
Nell'area di gioco fluttuano anche navicelle nemiche dalle forme geometriche, di per sé innocue, ma di intralcio per il moto della pallina; sia la Vaus 2 sia la pallina le distruggono al contatto.
I livelli da affrontare sono 34 e sono generalmente più impegnativi rispetto a quelli di Arkanoid. Alla fine di ogni livello si può uscire a destra o a sinistra, scegliendo così il livello successivo tra due alternative (in tutto i livelli possibili sono 65). Come nel primo Arkanoid, nel livello finale appare il boss Doh, un essere mostruoso simile ai Moai dell'isola di Pasqua. Doh non è però nel gioco l'unico boss: il giocatore dovrà infatti anche affrontare un suo alleato, che si presenta una prima volta al livello 17, e una seconda volta - con un aspetto differente - subito dopo la sconfitta di Doh.  .
Nell'edizione americana dell'arcade, in licenza alla Romstar, i livelli sono in ordine diverso.

### Bonus
Abbattendo i mattoncini, alcuni di essi rilasciano vari bonus sotto forma di capsule che cadono verso il basso e si attivano raccogliendoli con la Vaus 2 prima che escano dallo schermo. Essi sono:
- B attiva le uscite per passare al livello successivo.
- C la pallina rimane attaccata magneticamente alla Vaus 2 e viene rilanciata tramite il tasto di sparo.
- D vengono messe in gioco otto palline in contemporanea e la velocità di esse viene diminuita.
- E la lunghezza della Vaus 2 viene raddoppiata.
- I la Vaus 2 rilascia in scia un'ombra semitrasparente che può ribattere la pallina, diventando in pratica un prolungamento della navicella, ma solo quando è in movimento.
- L la Vaus 2 attiva la modalità laser e può eliminare i mattoncini sparandogli.
- M la pallina diventa incandescente e al contatto con un mattoncino (inclusi quelli indistruttibili) lo distrugge senza rimbalzare e procede dritta.
- N vengono messe in gioco tre palline. Inoltre finché non vengono perse tutte e tre insieme, le palline sono rigenerate.
- P dà una vita extra.
- R la Vaus 2 viene rimpicciolita della metà, ma i punteggi guadagnati raddoppiano.
- S riduce in maniera considerevole la velocità della pallina.
- T viene introdotta una seconda Vaus 2 affiancata alla prima, ma con uno spazio in mezzo in cui si può perdere la pallina.
- capsula lampeggiante, raro da ottenere, può avere diversi effetti anche molto potenti, come 8 palline incandescenti o il fuoco laser continuo.

In particolare, rispetto ad Arkanoid le novità sono I, M, N, R, T e capsula lampeggiante.

### Conversioni
A differenza delle fedeli conversioni del primo Arkanoid, le versioni domestiche di Revenge of Doh introdussero spesso variazioni di gameplay sostanziali.
Le versioni per Apple IIGS, MS-DOS, MSX2 e NES sono dotate di un editor di livelli.
La versione Commodore 64 è piuttosto fedele ed è l'unico sistema a 8 bit che riproduce l'arena larga 13 mattoncini dell'originale, mentre su tutti gli altri è ridotta a 11; supporta inoltre il mouse (che era una periferica rara sul C64).
La versione MSX2 permette una modalità di gioco simile a Pong, per due giocatori umani o contro il computer; è orientata in orizzontale, con una pallina a testa e mattoncini in comune. Nelle partite normali invece si aggiunge un mini-livello iniziale in cui si ripete, facilitato, lo scontro con Doh che terminava il primo Arkanoid. Una caratteristica unica dell'MSX2 è che alcuni power-up vengono mantenuti passando da un livello all'altro. Questa versione inoltre venne venduta in Giappone con un controller paddle dedicato, dotato di una piccola manopola; differisce solo nel colore dal controller già fornito con Arkanoid.
La versione per NES, come su MSX, ha la modalità a due giocatori, il mini-livello iniziale, e il controller dedicato. Inoltre ha un'altra caratteristica unica: le capsule dei power-up non cadono subito quando appaiono, ma cambiano più volte tipo, finché non vengono colpite di nuovo oppure passa un po' di tempo, a quel punto cadono e si possono raccogliere.
La versione ZX Spectrum ha un po' di cambiamenti nei livelli e modifica in parte, senza apparente motivo, la corrispondenza tra lettere e power-up. Introduce inoltre la nuova capsula negativa "SC" che causa un confusionario scorrimento dello sfondo (che in questa versione già da fermo rende la pallina poco visibile). Un dettaglio minore, ma unico in tutta la serie di Arkanoid, è che la pallina all'inizio parte verso sinistra anziché destra.
La versione Amstrad CPC ha fin dall'inizio i mattoncini grigi che richiedono quattro colpi anziché due. È una delle poche conversioni (insieme all'X68000) che mostra i punteggi in alto, proprio come l'arcade, anziché sulla destra.
Per quanto riguarda i computer a 16 bit, le versioni per Amiga e Atari ST sono molto fedeli, e quasi identiche tra loro a parte il sonoro. Il gioco per MS-DOS, sebbene abbia grafica EGA a 16 colori (o inferiore), è all'altezza degli altri sistemi a 16 bit. La versione Apple IIGS è l'unica che riprese il differente schema di livelli dell'edizione americana dell'arcade. La versione per lo Sharp X68000 giapponese si può definire arcade perfect.

## Accoglienza
Il primo Arkanoid aveva già ispirato così tante imitazioni, sia in sala giochi sia in casa, che forse il mercato si era saturato. Di certo Revenge of Doh non raggiunse l'enorme livello di successo commerciale del suo predecessore.
Le conversioni domestiche, almeno sulle piattaforme più note, ricevettero quasi sempre una buona accoglienza della critica.
A maggio 1991 la rivista Amiga Power lo mise al 48º posto nella classifica assoluta dei migliori giochi per Amiga.